# Codia montana
Codia montana är en tvåhjärtbladig växtart som beskrevs av J.R. Forster & G. Forster. Codia montana ingår i släktet Codia och familjen Cunoniaceae. Inga underarter finns listade i Catalogue of Life.